# Isabel Aparecida do Nascimento
Isabel Aparecida do Nascimento foi uma política brasileira do estado de Minas Gerais.
Isabel Nascimento foi deputada estadual de Minas Gerais durante a 13ª legislatura (1998 - 1999), como suplente de deputados afastados.